# Операція «Полярна Зірка»

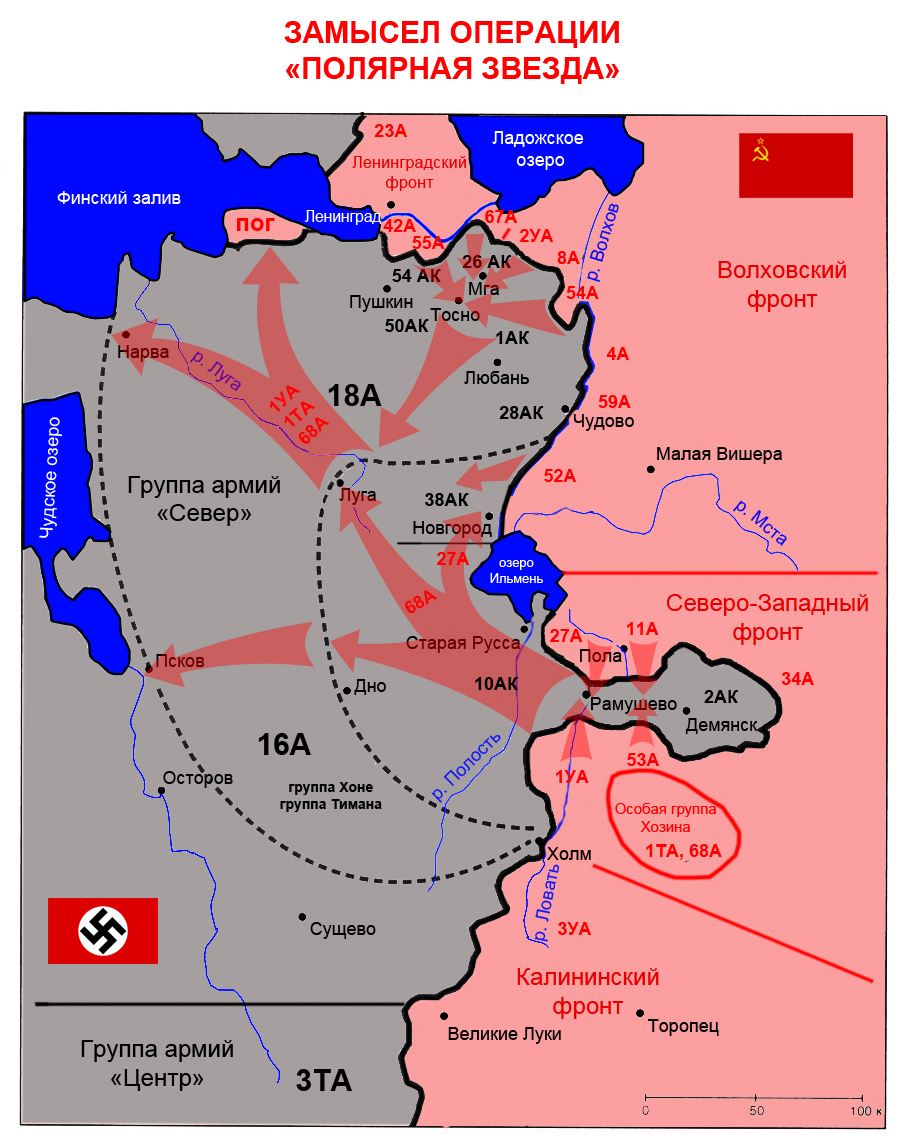
План операції «Полярна Зірка»

Операція «Полярна Зірка» (лютий — квітень 1943 р.) — ряд наступальних операцій радянських військ Північно-Західного фронту, особливої групи генерал-полковника М. С. Хозіна, Ленінградського і Волховського фронтів в ході німецько-радянської війни. Дії радянських військ трьох фронтів і Особливої групи були об'єднані стратегічним задумом щодо оточення і повного розгрому німецької групи армій «Північ», визволення Ленінградської області та створення передумов для успішного наступу в Прибалтику. Операція завершилася провалом — жодна з поставлених цілей досягнута не була.

### Задум операції
Після перемоги у Сталінградській битві загальна обстановка на радянсько-німецькому фронті склалася на користь радянської армії. Операція «Іскра» закінчилося проривом блокади Ленінграда, що стало великою перемогою радянської армії, проте всіх поставлених цілей досягти не вдалося. 14 січня 1943 командувач Північно-Західним фронтом маршал С. К. Тимошенко представив на розгляд Ставки ВГК доповідь «План операції по завершенню оточення й розгрому Дем'янском угруповання противника». Його розробка почалася після обговорення обстановки на Північно-західному напрямку з маршалом Г. К. Жуковим і з командувачами Ленінградським і Волховським фронтами Л. А. Говоровим і К. П. Мерецкова.
У доповіді повідомлялося, що німецькі війська, які захищають т. зв. «рамушевській коридор», виснажені боями, противник змушений постійно перекидати частини з інших ділянок Північно-Західного фронту і з інших фронтів для недопущення повного оточення Дем'янского угруповання. За повідомленням С. К. Тимошенко в ході боїв з 23.12.1942 р. по 12.01.1943 р. противник зазнав великих втрат (до 20 000 осіб), але продовжує наполегливо обороняти позиції, чіпляючись за опорні пункти.
Отже, бойові дії в районі Дем'янська прийняли затяжний характер. Виходячи з цього, С. К. Тимошенко запропонував силами фронту провести операцію з перехоплення «рамушевського коридору» і одночасно, для того, щоб позбавити противника можливості маневрувати резервами, здійснити операцію з ліквідації власне Дем'янського угруповання противника. Вивчивши доповідь, Ставка ВГК ухвалила рішення розширити масштаб майбутнього наступу. На маршала Г. К. Жукова, призначеного представником Ставки ВГК на Північно-Західному фронті, була покладена координація дій трьох фронтів, що брали участь в операції. Для розвитку можливого успіху директивою Ставки ВГК від 30.01.1943 р. була створена «Особлива група генерал-полковника Хозіна». До її складу увійшли 1-ша танкова армія, 68-ма армія і резервна група.
Першими завдати удару повинні були війська Ленінградського і Волховського фронтів, перед якими були поставлені конкретні завдання — оточити німецькі війська в районі Мги і розширити сухопутний коридор, що зв'язує Ленінград з країною. Крім цього, радянське командування розраховувало, що успішний наступ під Ленінградом змусить командування групи армій «Північ» перекинути туди додаткові підкріплення, в тому числі з району Дем'янська. Приблизно через тиждень, скориставшись відволікаючим ефектом, планувалося завдати головний удар силами Північно-Західного фронту — перерізати «рамушевський коридор» і ліквідувати німецькі війська в районі Дем'янська. Надалі, прорвавши німецький фронт, планувалося стрімко розвивати успіх за рахунок рухомих з'єднань «Особливої групи». Крім того, планувалося провести ряд десантних операцій для захоплення ключових залізничних вузлів і населених пунктів, для чого до складу 68-ї армії були включено 5 гвардійських повітряно-десантних дивізій. Таким чином, війська «Особливої групи», наступаючи в напрямку Луги, Струг Красних, Порхова і Дна, повинні були перерізати комунікації групи армій «Північ» і не допустити підходу частин противника на допомогу дем'янському та ленінградсько-волховському угрупованням. У разі успіху наступ повинно було продовжитися в напрямках Пскова і Нарви. Потім спільними силами тих фронтів передбачалося «оточити і знищити Волховське і Ленінградське угруповання противника».
Маршал бронетанкових військ М. Ю. Катуков через багато років після війни в своїх мемуарах дав таку оцінку плану «Полярна Зірка»:

Задум був чудовий. Здається, здійсни ми його тоді — і він напевно увійшов би славною сторінкою в історію Великої Вітчизняної війни.

— М. Є. Катуков. На вістрі головного удару.
Однак у плану операції були суттєві недоліки: необхідність провести в гранично стислі терміни і таємно від противника великі перегрупування військ, можливість ефективного використання танків в лісисто-болотистій місцевості тільки при гарній погоді, необхідність створення величезних запасів пального, мін, снарядів і інш. Крім того, оборона противника навколо Дем'янського плацдарму була добре підготовлена в інженерному відношенні. Особливо потужною була оборона «рамушевського коридору». Щільність мінування досягла 1200—1500 мін на кілометр, через кожні 300—350 метрів розташовувалися доти і дзоти.

## Сили сторін

### СРСР
- Північно-Західний фронт — командувач маршал С. К. Тимошенко, представник Ставки ВГК маршал Г. К. Жуков: 1-ша ударна армія — ком. генерал-лейтенант Г. П. Коротков, 11-та армія — ком. П. А. Курочкін, 27-ма армія — ком. С. Г. Трофименко, 34-та армія — ком. А. І. Лопатин, 53-тя армія — ком. Е. П. Журавльов.
- «Особлива група генерал-полковника М. С. Хозіна»: 1-ша танкова армія — ком. М. Є. Катуков, 68-ма армія — ком. Ф. І. Толбухін.
- Ленінградський фронт — ком. Л. А. Говоров, представник Ставки ВГК маршал К. Є. Ворошилов: 55-та армія — ком. генерал-лейтенант В. П. Свиридов, 67-ма армія — ком. генерал-лейтенант М. П. Духанов, 13-та повітряна армія — ком. генерал-полковник авіації С. Д. Рибальченко.
- Волховський фронт — ком. К. А. Мерецков: 2-га ударна армія — ком. генерал-лейтенант В. З. Романовський (в складі фронту з 8 березня 1943 р.), 54-та армія — командувач генерал-лейтенант А. В. Сухомлин, 8-ї армії — ком. генерал-лейтенант Ф. Н. Стариков, 52-га армія — ком. генерал-лейтенант В. Ф. Яковлєв; 14-та повітряна армія — ком. генерал-лейтенант авіації І. П. Журавльов.

### Німеччина
Група армій «Північ» — ком. генерал-фельдмаршал Георг фон Кюхлер:
- 16-та армія — ком. генерал-фельдмаршал (з 1 лютого 1943 р.) Ернст Буш: 2-й, 10-й армійські корпуси, групи Хоне і Тімана.
- 18-та армія — ком. генерал кавалерії Георг Ліндеман: 1-й, 26-й, 28-й, 38-й, 50-й, 54-й армійські корпуси.
- 1-й повітряний флот — ком. генерал-полковник Альфред Келлер.

## Хід бойових дій

### Наступ Ленінградського і Волховського фронтів, 10-27 лютого 1943
10 лютого 1943 війська Ленінградського і Волховського фронтів почали «Тосненсько-мгінську операцію». Флангові удари по мгінському угрупованню противника завдавали 55-та армія Ленінградського фронту з району Красний Бор — Іванівське у напрямках Тосно і Мги й 54-та армія Волховського фронту з району Смердині через Шапки напрямку Тосно, де планувалося замкнути кільце оточення. Одночасно війська 67-ї армії Ленінградського фронту і 2-га ударна армія Волховського фронту продовжували наступ на Мгу з півночі.

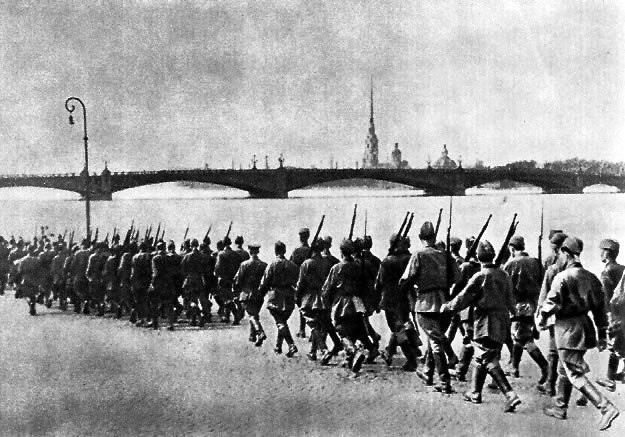
Мобілізація в Ленінграді літом 1941 року

У ході боїв радянським військам не вдалося досягти поставлених цілей, незважаючи на ряд локальних успіхів (звільнення Червоного Бора і ряду населених пунктів, ліквідація німецького виступу в районі «Невського п'ятачка», захоплення 8-й ГРЕС). Сухопутний коридор, що зв'язував Ленінград з рештою країни розширено не був, стратегічний залізничний вузол Мга і Синявинскі висоти, як і раніше знаходилися під контролем противника. Більше того, наступ під Ленінградом не сприяв діям Північно-Західного фронту в районі Дем'янська. Визнаючи провал операції, Ставка ВГК директивою 27 лютого наказала військам тимчасово припинити наступ і закріпитися на займаних рубежах.

### Дем'янська наступальна операція 15-28 лютого 1943
Вочевидь, німецьке командування передбачало можливість великого радянського наступу в районі Дем'янську. 29 січня А. Гітлер ухвалив рішення про евакуацію військ із Дем'янського плацдарму. Відразу ж командування 16-ї армії приступило до реалізації плану «Очищення горища» (нім. Entruempelung), який до цього моменту був вже підготовлений. Війська Північно-Західного фронту повинні були перейти в наступ 19 лютого. Через зіпсовану погоди армії фронту і Особливою групи не встигли зосередитися. Початок операції було відкладено на кілька днів. Однак, в цей момент, спираючись на дані розвідки, радянському командуванню стало очевидно, що німці почали відхід з Дем'янського виступу. У такій обстановці, радянським командуванням було ухвалено рішення розпочати наступ негайно наявними силами.

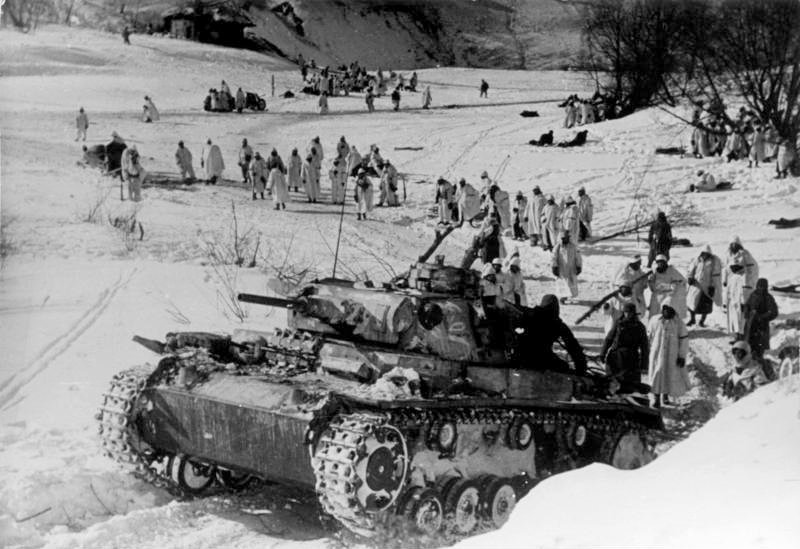
Прорив німецькими військами оточення під Дем'янськом.
21 березня 1942 року

15 лютого 11-та і 53-тя армії почали наступ з метою перерізати «рамушевскій коридор», а 34-та армія перейшла в наступ на північний схід від Дем'янського виступу. Зустрівши запеклий опір, радянські війська не зуміли перерізати «рамушевській коридор» і перешкодити німцям, здійснити план евакуації. 22 березня німці залишили Дем'янськ. Не змінило ситуацію і введення в бій двох армій: 27-ї в районі на південь від Старої Русси і 1-ї ударної біля основи «рамушевського коридору». 28 лютого наступ було зупинено, не досягнувши поставленої мети. 1 березня командувач 16-ї армії оголосив про завершення евакуації 2-го армійського корпусу з Дем'янського виступу. Відхід дивізій 2-го армійського корпусу дозволив німецькому командуванню значно ущільнити оборону, що різко змінило обстановку і ставило під сумнів початковий план операції «Полярна зірка».
Таким чином, початковий план операції здійснено не було. Попри це, ліквідація «Дем'янського виступу» зняла навіть теоретичну можливість німецького наступу на московському напрямку.

### Коригування первісного плану «Полярна Зірка»
У результаті наступу радянських військ на Північно-західному напрямку в лютому 1943 р. цілі, передбачені планом «Полярна Зірка», досягнуті не були. Проте радянське командування ухвалило рішення про підготовку нового наступу, але вже з скромнішими цілями — звільнити Стару Руссу і створити передумови до успішного наступу на південь від озера Ільмень. Тим більше, що стратегічна ініціатива на радянсько-німецькому фронті була в руках Червоної армії.
28 лютого маршал Г. К. Жуков відправив І. В. Сталіну доповідь про ситуацію на Північно-Західному фронті.
Доповідь представника ставки № 43 Верховного Головнокомандувача пропозицій про перенесення термінів початку операції «Полярна зірка» 28 лютого 1943 15 год 57 хв

1. Наш план прориву оборони противника був розрахований на те, щоб прорвати слабку оборону і, ввівши в дію групу Хозіна, швидко вийти в тил його Ленінградсько-волховського угруповання. При цьому мали на увазі, що Дем'янське угруповання буде оточено 1-ю ударною, 27-ю, 53-ю і 34-ю арміями. Зараз обстановка різко змінилася. Противник, помітивши зосередження 1-ї, 27-ї армій і групи Хозіна, відходить за р. Ловать, мабуть, з розрахунком осісти для оборони на р. Полість з передпілля до р. Редья, а можливо, і по р. Ловать.
2. За останні 15 днів у зв'язку з дощами і відлигою дороги приходять в непроїжджою стан. Болота, де зараз військам доводиться діяти, починають розкриватися, провалюватися і покриватися суцільний водою. Прогноз показує з 15.3.1943 р. теплу погоду.
3. Враховуючи обстановку, що різко змінилася, і погоду, я дуже боюся, що ми сядемо зі своїм угрупованням в тутешніх болотах і важкопрохідної місцевості, не досягнувши своєї мети по «Полярної Зорі».

Я вважаю:
1. Зараз нам потрібно обмежитися виходом СЗФ на р. Полість, відмовитися від введення в справу групи Хозіна, захопити Стару Руссу і підготувати вихідний район для весняного наступу.
2. Групу Хозіна готувати до весни, посиливши її 34 і 53 А СЗФ. Ці дві армії можна вивести 15.3 приблизно в складі 10-12 дивізій, відібрати від Короткова три пдд. Групу Господаря можна мати в складі 34, 53, 68 і 1-ї танкової армій всього стрілецьких дивізій до 20, стрілецьких бригад до 18 плюс танкова армія. Я вважаю, що навесні таке угрупування може зіграти дуже велику роль. Свою думку доповідаю на Ваше рішення.

Новий план операції передбачав завдати удару силами Північно-Західного фронту 4 березня, а Ленінградського і Волховського — 14 березня. 27-й армія і 1-й ударна армія повинні були звільнити Стару Руссу, а, посилена 34-й, 53-й і 68-й арміями, Особлива група повинна була вийти в прорив і розвивати настання на псковському і Нарвському напрямках. Ленінградському і Волховському фронтах ставилося те ж завдання, що й раніше — оточити військ противника в районі Мги. Цього разу план передбачав менш глибокий охоплення військ противника і без фронтального наступу на Синявино з Півночі. У той же час 52-ї армії Волховського фронту належало провести відволікаючи наступ з обмеженими цілями на Новгород.

### Староруська наступальна операція 4-19 березня 1943
5 березня, перенісши початок наступу на один день, 27-ма армія і 1-ша ударна армія Північно-Західного фронту атакували позиції супротивника, але успіху не добилися. До цього моменту вже різко змінилася обстановка на південному фланзі радянсько-німецького фронту — німецькі війська зробили потужний контрнаступ в районі Харкова і Бєлгорода. Ще до початку операції розпочалася передислокація 1-я танкової армії в район Курська.
Директивою Ставки ВГК № 46068 від 8 березня була розформована і вся Особлива група генерал-полковника М. С. Хозіна. 13 березня маршал С. К. Тимошенко отримав наказ передати справи генералу І. С. Конєву і негайно вилетіти в район Харкова. Попри це, 14 березня 27-ма армія завдала ще одного удару по укріпленнях противника на схід Старої Русси, а 11-та, 34-та і 53-тя армії атакували ворожі позиції південніше Рамушева. До 18 березня, просунувшись всього на кілька кілометрів, до річки Редья, радянські війська були змушені припинити наступ. 52-га армія Волховського фронту, яка надавала безпосередню підтримку Північно-Західному фронту, почала настання в районі на південь від Новгорода 14 березня. Не маючи достатньо сил і засобів, війська 52-ї армії успіху не добилися і припинили наступ 27 березня. Для того щоб зупинити наступ німецьке командування було змушене перекинути на цю ділянку фронту дві дивізії з районів Кириши і Дем'янська.

### Наступ Ленінградського і Волховського фронтів, 19 березня— 2 квітня 1943
Незважаючи на фактичний провал операції «Полярна Зірка», війська Ленінградського і Волховського фронтів почали наступ 19 березня. 55-та армія Ленінградського фронту перейшли в наступ з району південніше Червоного Бора. Незначно потіснивши противника, війська 55-ї армії зустріли запеклий опір і не зуміли добитися успіху. 8-ма армія Волховського фронту вела наступ на Мгу з району південніше Воронова. Після трьох днів боїв радянські війська просунулися на 3-4 кілометри вглиб на 7-кілометровій ділянці фронту. Подальшого розвитку наступ не отримало. 2 квітня Ставка ВГК наказала військам Ленінградського і Волховського фронтів припинити наступ і перейти до оборони.

## Підсумки операції
Провівши протягом двох місяців кілька наступальних операцій, радянські війська зазнали великих втрат, але не добилися помітних результатів. У ході Дем'янської наступальної операції, 15-28 лютого 1943 вдалося ліквідувати Дем'янський виступ, що було успіхом, але німецькі війська, які його захищали, уникли оточення і зуміли відійти на заздалегідь підготовлені позиції, де зупинили подальший наступ Північно-Західного фронту. План наступу в тил німецької групи армій «Північ» здійснено не було. Провівши 4-19 березня 1943 Староруську наступальну операцію радянські війська, зазнавши ще більших втрат, знову не домоглися практично нічого. Не відіграли помітної ролі у здійсненні плану «Полярна Зірка» і наступальні операції Ленінградського і Волховського фронтів. Незважаючи на ряд локальних успіхів (звільнення Червоного Бора і ряду населених пунктів, ліквідація німецького виступу в районі «Невського п'ятачка», захоплення 8-ї ГРЕС та ін.), жодна з поставлених цілей не була втілена в життя. Якщо невдачі Ленінградського і Волховського фронтів можна частково пояснити виснаженістю військ після операції «Іскра», то війська Північно-Західного фронту мали достатньо сил і засобів для успішного наступу.
Причинами провалу операції «Полярна Зірка» стали: погане командування, зміна загальної ситуації на радянсько-німецькому фронті (що спричинило передислокацію частин у район Курська), недоліки розвідки (яка не зуміла вчасно повідомити про евакуацію німецьких військ з Дем'янського виступу), різка зміна погодних умов. Існує думка, що за провал операції «Полярна Зірка» маршал С. К. Тимошенко був підданий опалі і більше фронтами в ході Німецько-радянської війни не командував.

## Втрати сторін у ході операції «Полярна зірка»

### Втрати Червоної Армії
- Дем'янська наступальна операція, 15-28 лютого 1943 р. — 33 663 осіб (10 016 — безповоротно)
- Староруська наступальна операція, 4-19 березня 1943 — 103 108 осіб (31 978 — безповоротно)
- Бойові дії Ленінградського та Волховського фронтів в лютому-березні 1943 р. — можна оцінити тільки приблизно, тому що в офіційних переліках операцій Німецько-радянської війни бойові дії під Ленінградом в цей період не значаться. Імовірно втрати склали: у лютому — близько 100 000 чоловік убитими і пораненими (втрати 54-ї та 55-ї армій — 40 000, втрати 2-ї ударної та 67-ї армій — 60 000 осіб), у березні — початку квітня — близько 60 000. Ці дані узгоджуються з іншими джерелами. Наприклад, американський історик Девід Гланц оцінює втрати радянської армії в цих операціях в 150 000 чоловік (35 000 — безповоротно).

Разом втрати радянської армії в операції «Полярна зірка» убитими, пораненими, зниклими безвісти склали близько 280 000 чоловік.

### Втрати німецької армії
Відповідно до звітів німецьких армій про втрати, 16-та та 18-та армії в лютому втратили 38 847 чоловік убитими, пораненими і зниклими безвісти, а в березні — 39 268 осіб. Таким чином, втрати групи армій «Північ» в лютому-березні 1943 р. склали 78 115

## Операція «Полярна Зірка» в історіографії
В офіційній радянській історіографії цілі та завдання операції «Полярна Зірка» не спотворювалися. Про цю операцію згадувалося в енциклопедіях, мемуарах, історичних книгах тощо. Однак єдиною операцією в офіційному списку битв німецько-радянської війни була Дем'янська наступальна операція. Староруська наступальна операція з'явилася в списку тільки в 90-х роках XX століття.
Дії Ленінградського і Волховського фронтів в лютому-березні 1943 р. так само не отримали достатнього освячення, оскільки радянські війська під Ленінградом не досягли навіть локальних цілей. Дві спільні операції Ленінградського і Волховського фронтів в лютому-березні 1943 р. по оточенню мгінско-синявинского угруповання противника навіть не мають усталених назв. Втім, той факт, що бойові дії в цей період під Ленінградом були частиною стратегічного задуму, не заперечувався в радянській історіографії, а в сучасній історіографії — підкреслюється. Показово і відсутність згадки операції «Полярна Зірка» в мемуарах маршала Г. К. Жукова, який обмежив опис свого перебування на Північно-Західному фронті на початку 1943 р кількома пропозиціями. Маршал К. А. Мерецков у своїх спогадах бойові дії Волховського фронту після прориву блокади Ленінграда називає «серією місцевих операцій» з локальними завданнями.